# Kostel Panny Marie (Gruň)
Dřevěný kostel Panny Marie na Gruni stojí v Beskydech, v osadě Gruň, která spadá pod Staré Hamry. Od roku 2002 je chráněn jako kulturní památka České republiky. Okolo prochází trasa NS Gruň – Bílý Kříž.

## Historie
Počátky kaple, která kostelíku předcházela, lze zasadit do roku 1773, kdy zdejší pasekář Šimon Tomeček nechal při formanské cestě ze Slezska na Slovensko na kamenném podstavci vztyčit sochu Panny Marie, vyvedenou v tzv. rustikálním slohu. Posléze se zde začali k modlitbám scházet lidé z Gruně, Řečic a Turzovky. V roce 1847 nechal borovský kaplan Jan Špaček vytvořit ze dřeva malou kapli a začali se sem pořádat poutě. Domaslavský farář Filip Habernal zase ve své závěti v roce 1868 určil ukládání výnosů z dvojice rolí v Domaslavicích na výstavbu kostelíka Gruni.
V roce 1887 se díky tomu podařilo nashromáždit dost peněz, aby mohla stavba začít. V první fázi proběhlo vyzdění základů. Dřevo na další části stavby bylo vytěženo na Gruni. Stavbu vedl tesařský mistr Stanislav Pětroš z Frýdku a hotova byla v roce 1890. Kostelík je postaven v tzv. severském slohu, na délku měří 17 m, na šířku 10 a i s věží je 20 m vysoký. Celkově se náklady za stavbu vyšplhaly na 7000 zlatých.
V roce 1959 sem byla zavedena elektřina. V 70. letech došlo k nahrazení šindelové střechy plechovou krytinou. Po roce 1989 pak neznámý zloděj ukradl kliky vchodových dveří. Dne 8. října 2002 se kostelík dočkal zapsání mezi kulturní památky. Ve stejném roce jej navštívil tehdejší ministr kultury Pavel Dostál a v následujícím roce se dočkal rekonstrukce.
Dnes se tu příležitostně slouží mše a každoročně v neděli před 24. květnem se sem pořádají poutě.

## Interiér
Oltář a kazatelnu vytvořil řezbář Gavlas ze Sedlišť, jejich pozlacení provedl Menšík z Frýdku. Ve štítě je umístěn obraz Panny Marie od frýdeckého malíře Vaška. Do prostředního výklenku byla umístěna soška Dobrého pastýře od tyrolského umělce Riefesera z Grödenu. Nad nimi se nachází patroni starohamerského faráře a biskupského komisaře Antonína Nogola – sv. Karel Boromejský a sv. Antonín Paduánský. Na pravém bočním oltáři je umístěna soška Panny Marie. Vše doplňují dvourejstříkové varhany z Riegerovy dílny z Krnova.
Poblíž oltáře lze vidět zavěšené domácí kříže, pocházející ze domů z oblasti dnes zatopené vodami vodní nádrže Šance. Jejich přesná funkce není známa – zřejmě se jednalo o prosbu usedlíků o ochranu v nových domovech, poděkování za život v Beskydech či o příslib návratu do kraje.
V roce 1891 došlo k odlití dvou zvonů a 1. října proběhlo jejich vysvěcení. Větší dvoucentový je zasvěcen Panně Marii – Pomocnici křesťanů, menší jednocentový apoštolu sv. Filipovi. Do současnosti se dochoval pouze jeden.